# آلگوناک (میشیگان)
آلگوناک، میشیگان (به انگلیسی: Algonac, Michigan) یک شهر در ایالات متحده آمریکا با جمعیت ۴٬۱۱۰ نفر است که در میشیگان واقع شده‌است.

## موقعیت جغرافیایی
موقعیت جغرافیایی شهرها و مناطق اطراف به شرح زیر است: